# محوطه شهر بت
محوطه شهر بت مربوط به دوران‌های تاریخی پس از اسلام است و در شهرستان گرگان، بخش مرکزی، روستای زیارت واقع شده و این اثر در تاریخ ۱۰ بهمن ۱۳۸۳ با شمارهٔ ثبت ۱۱۲۸۱ به‌عنوان یکی از آثار ملی ایران به ثبت رسیده است.